# Ligné (Loire-Atlantique)
Pour les articles homonymes, voir Ligné.
Ligné est une commune de l'Ouest de la France, située dans le département de la Loire-Atlantique, en région Pays de la Loire.

## Géographie

Situation de la commune de Ligné dans le département de la Loire-Atlantique

Ligné est une commune située à 25 km au nord-est de Nantes, à 17 km au nord-ouest d'Ancenis et à 10 km à l'est de Nort-sur-Erdre.
Avant 2015, Ligné était le chef-lieu d'un canton qui incluait aussi Couffé, Le Cellier et Mouzeil.
| Les Touches          |            | Mouzeil |
| Petit-Mars           | Ligné      | Couffé  |
| Saint-Mars-du-Désert | Le Cellier |         |

### Climat
Pour des articles plus généraux, voir Climat des Pays de la Loire et Climat de la Loire-Atlantique.
En 2010, le climat de la commune est de type climat océanique franc, selon une étude du CNRS s'appuyant sur une série de données couvrant la période 1971-2000. En 2020, Météo-France publie une typologie des climats de la France métropolitaine dans laquelle la commune est exposée à un climat océanique et est dans la région climatique  Bretagne orientale et méridionale, Pays nantais, Vendée, caractérisée par une faible pluviométrie en été et une bonne insolation.
Pour la période 1971-2000, la température annuelle moyenne est de 11,9 °C, avec une amplitude thermique annuelle de 13,8 °C. Le cumul annuel moyen de précipitations est de 746 mm, avec 12,5 jours de précipitations en janvier et 6,6 jours en juillet. Pour la période 1991-2020, la température moyenne annuelle observée sur la station météorologique de Météo-France la plus proche, sur la commune de Nort-sur-Erdre à 10 km à vol d'oiseau, est de 12,4 °C et le cumul annuel moyen de précipitations est de 760,4 mm,. Pour l'avenir, les paramètres climatiques de la commune estimés pour 2050 selon différents scénarios d'émission de gaz à effet de serre sont consultables sur un site dédié publié par Météo-France en novembre 2022.

## Urbanisme

### Typologie
Au 1er janvier 2024, Ligné est catégorisée bourg rural, selon la nouvelle grille communale de densité à sept niveaux définie par l'Insee en 2022.
Elle appartient à l'unité urbaine de Ligné, une unité urbaine monocommunale constituant une ville isolée,. Par ailleurs la commune fait partie de l'aire d'attraction de Nantes, dont elle est une commune de la couronne,. Cette aire, qui regroupe 116 communes, est catégorisée dans les aires de 700 000 habitants ou plus (hors Paris),.

### Morphologie urbaine
La commune est composée d'un bourg principal et d'autres lieux-dits, hameaux et écarts listés ci-dessous :
- Beau Soleil[Note 3]
- Beau Soleil[Note 3]
- Beau Soleil[Note 3]
- Beaucé
- Beauchêne
- Bel-Air
- Bellevue
- Châteaubriand
- l'Aubinière
- l'Ecotay
- l'Espérance
- l'Osier
- la Barre
- la Baudouinerie
- la Belle Etoile
- la Bérangerie
- la Berterie
- la Bizetterie
- la Blanchetterie
- la Borne
- la Briantière
- la Bretonnière
- la Bouffertière
- la Chapeaudière
- la Chaudffetière
- la Chauvelière
- la Chesnaie
- la Clergerie
- la Colinière de la Musse
- la Collinière des Valets
- la Contrie
- la Corbinière
- la Croix Douillard
- la Cruaudière
- la Cuetterie
- la Domptière
- la Douve
- la Feuillée
- la Gagnerie
- la Grifferais
- la Guillauminerie
- la Haie de Ligné
- la Haie Morice
- la Hamonière
- la Huetterie
- la Jaminière
- la Jochaudière
- la Joufrenière
- la Lande Gilles
- la Marqueterie
- la Martinière
- la Massepierre
- la Mercerie
- la Mionnière
- la Monie
- la Moreaudière
- la Noë
- la Perrière
- la Petite Clergerie
- la Pichonnière
- la Pierre Neuve
- la Pilavinière
- la Pinière
- la Planche
- la Primaudière
- la Riénelière
- la Riétière
- la Robinière
- la Roche
- le Rogère
- la Roiserie
- la Rolandière
- la Soudairie
- la Soupelière
- la Tégerie
- la Théardière
- la Thébaudière
- la Tranchée
- la Tréluère
- la Vallée
- la Varenne
- la Veltière
- le Bas Chalonge
- le Bas Saint-Philbert
- le Bâtiment
- le Bénéfice
- le Bois Aurais
- le Bois Rousseau
- le Champ de Foire
- le Chapeau Rouge
- le Chausson Doré
- le Chesneau
- le Cormier
- le Fayau
- le Jarrier
- le Hardas
- le Haut Chalonge
- le Haut Mesnil
- le Laca
- le Mesnil
- le Mortier
- le Moulin de la Douve
- le Moulin de la Hamonière
- le Mourmas
- le Pas Richeux
- le Petit Chesneau
- le Petit Rocher
- le Poirier Rouge
- le Ponceau
- le Pré Barré
- le Pré Long
- le Puits Salé
- les Granges
- les Jaunais
- les Martinières
- les Mineries
- les Moulins des Landes
- les Rablais
- Mauregard
- Moulin de la Belière
- Moulin de la Gagnerie
- Moulin de la Roche
- Préfourée
- Sainte-Anne
- Sainte-Marie
- Saint-Jean
- Saint-Joseph
- Saint-Louis
- Tiembon

### Occupation des sols
L'occupation des sols de la commune, telle qu'elle ressort de la base de données européenne d’occupation biophysique des sols Corine Land Cover (CLC), est marquée par l'importance des territoires agricoles (94,4 % en 2018), en diminution par rapport à 1990 (95,9 %). La répartition détaillée en 2018 est la suivante : 
zones agricoles hétérogènes (37 %), terres arables (33,5 %), prairies (23,8 %), zones urbanisées (4,5 %), espaces verts artificialisés, non agricoles (0,6 %), forêts (0,6 %). L'évolution de l’occupation des sols de la commune et de ses infrastructures peut être observée sur les différentes représentations cartographiques du territoire : la carte de Cassini (XVIIIe siècle), la carte d'état-major (1820-1866) et les cartes ou photos aériennes de l'IGN pour la période actuelle (1950 à aujourd'hui).

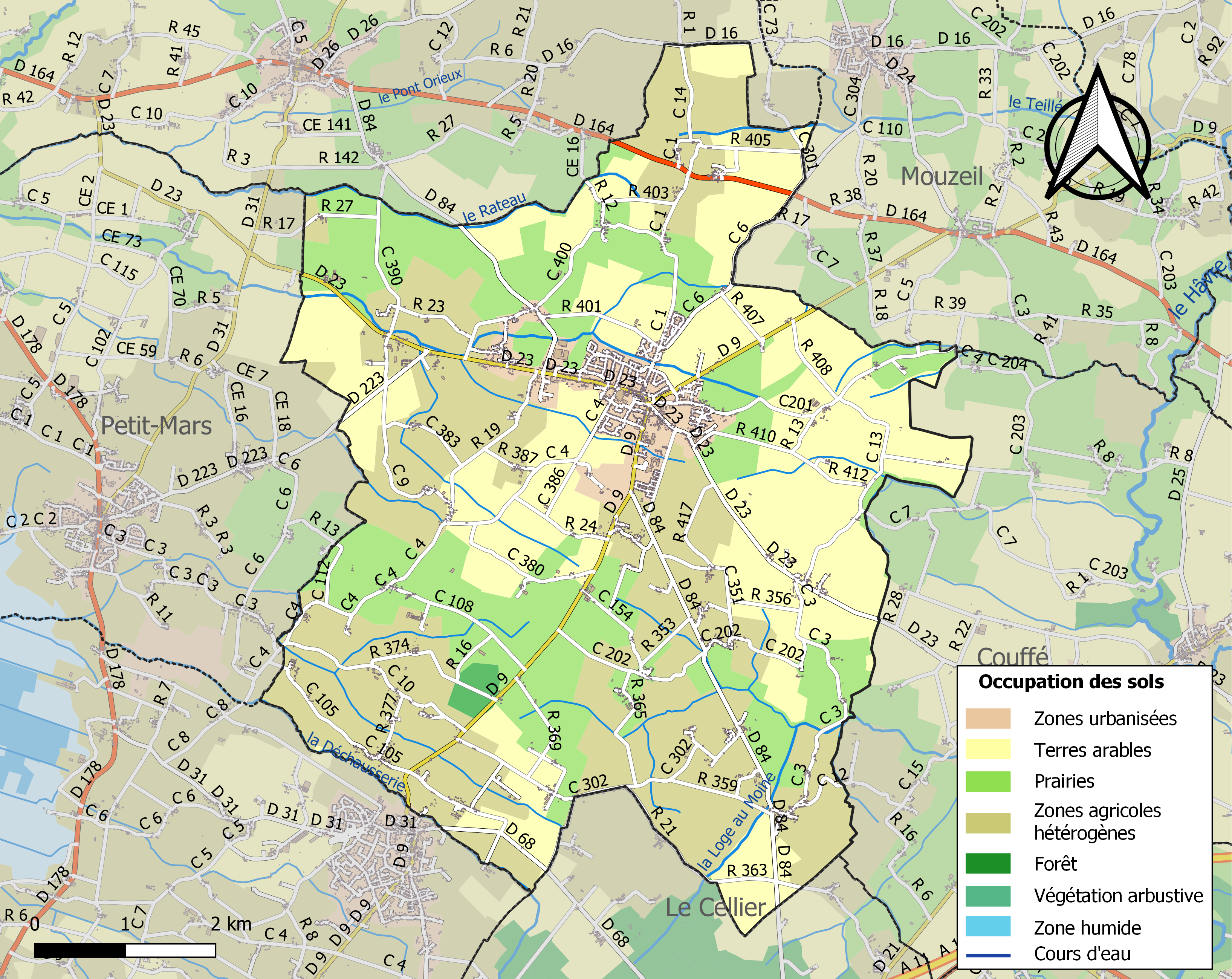
Carte des infrastructures et de l'occupation des sols de la commune en 2018 (CLC).

## Toponymie
Le nom de la localité est attesté sous la forme latine Lingiacum en 1123, Ligiacum en 1128 et Ligneium 1277.
Ligné possède un nom en gallo, la langue d'oïl locale, écrit Lignë. En gallo, le nom de la commune se prononce [liɲə],.
La forme bretonne proposée par l'Office public de la langue bretonne est Legneg.

## Histoire de Ligné
Ligné s'étend sur une hauteur désignée communément « plateau de Ligné ». Ce plateau forme la ligne de partage des eaux, entre l'Erdre et la Loire.
Au cœur du bourg, la chapelle Saint-Mathurin fut le lieu d'un grand pèlerinage.
Seigneurie de la Musse mentionnée au XIIIe siècle, titre de banneret accordé au XVe siècle.

## Emblèmes

### Héraldique
| Blason | Blasonnement : D'or à l'arbre arraché de sinople, au chef d'hermine ; à la bordure de gueules chargée de quinze besants d'argent. Commentaires : La bordure est reprise du blason des sires de la Musse, suzerains des seigneurs de Ligné. Le chef d'hermine évoque le blasonnement d'hermine plain de la Bretagne, rappelant l'appartenance passée de la ville au duché de Bretagne. Blason enregistré le 3 octobre 1980. |

### Devise
La devise de Ligné : Fidelis Ac Firmus Ut Lignum.

## Population et société

### Démographie
Selon le classement établi par l'Insee, Ligné est une ville isolée qui fait partie de l'aire urbaine et de la zone d'emploi de Nantes et du bassin de vie de Nort-sur-Erdre. Toujours selon l'Insee, en 2010, la répartition de la population sur le territoire de la commune était considérée comme « peu dense » : 94 % des habitants résidaient dans des zones « peu denses »  et 6 % dans des zones « très peu denses ».

#### Évolution démographique
L'évolution du nombre d'habitants est connue à travers les recensements de la population effectués dans la commune depuis 1793. Pour les communes de moins de 10 000 habitants, une enquête de recensement portant sur toute la population est réalisée tous les cinq ans, les populations de référence des années intermédiaires étant quant à elles estimées par interpolation ou extrapolation. Pour la commune, le premier recensement exhaustif entrant dans le cadre du nouveau dispositif a été réalisé en 2005.

En 2022, la commune comptait 5 593 habitants, en évolution de +8,75 % par rapport à 2016 (Loire-Atlantique : +6,68 %, France hors Mayotte : +2,11 %).
| 1793  | 1800  | 1806  | 1821  | 1831  | 1836  | 1841  | 1846  | 1851  |
| ----- | ----- | ----- | ----- | ----- | ----- | ----- | ----- | ----- |
| 1 501 | 1 642 | 1 957 | 2 052 | 2 266 | 2 010 | 2 144 | 2 282 | 2 331 |

| 1856  | 1861  | 1866  | 1872  | 1876  | 1881  | 1886  | 1891  | 1896  |
| ----- | ----- | ----- | ----- | ----- | ----- | ----- | ----- | ----- |
| 2 368 | 2 485 | 2 607 | 2 610 | 2 632 | 2 621 | 2 728 | 2 719 | 2 636 |

| 1901  | 1906  | 1911  | 1921  | 1926  | 1931  | 1936  | 1946  | 1954  |
| ----- | ----- | ----- | ----- | ----- | ----- | ----- | ----- | ----- |
| 2 618 | 2 602 | 2 510 | 2 194 | 2 153 | 2 153 | 2 010 | 1 864 | 1 774 |

| 1962  | 1968  | 1975  | 1982  | 1990  | 1999  | 2005  | 2006  | 2010  |
| ----- | ----- | ----- | ----- | ----- | ----- | ----- | ----- | ----- |
| 1 774 | 1 664 | 1 662 | 2 211 | 2 730 | 2 948 | 3 682 | 3 778 | 4 592 |

| 2015  | 2020  | 2022  | - | - | - | - | - | - |
| ----- | ----- | ----- | - | - | - | - | - | - |
| 5 088 | 5 371 | 5 593 | - | - | - | - | - | - |

#### Pyramide des âges
La population de la commune est relativement jeune.
En 2018, le taux de personnes d'un âge inférieur à 30 ans s'élève à 39,4 %, soit au-dessus de la moyenne départementale (37,3 %). À l'inverse, le taux de personnes d'âge supérieur à 60 ans est de 17,9 % la même année, alors qu'il est de 23,8 % au niveau départemental.
En 2018, la commune comptait 2 616 hommes pour 2 616 femmes, soit un taux de 50 % de femmes, légèrement inférieur au taux départemental (51,42 %).
Les pyramides des âges de la commune et du département s'établissent comme suit.
| Hommes | Classe d’âge | Femmes |
| ------ | ------------ | ------ |
| 0,6    | 90 ou +      | 1,6    |
| 3,6    | 75-89 ans    | 5,3    |
| 12,4   | 60-74 ans    | 12,1   |
| 21,6   | 45-59 ans    | 19,8   |
| 21,6   | 30-44 ans    | 22,4   |
| 15,0   | 15-29 ans    | 15,7   |
| 25,1   | 0-14 ans     | 22,9   |

| Hommes | Classe d’âge | Femmes |
| ------ | ------------ | ------ |
| 0,6    | 90 ou +      | 1,8    |
| 6      | 75-89 ans    | 8,6    |
| 15,1   | 60-74 ans    | 16,4   |
| 19,4   | 45-59 ans    | 18,8   |
| 20,1   | 30-44 ans    | 19,3   |
| 19,2   | 15-29 ans    | 17,4   |
| 19,5   | 0-14 ans     | 17,6   |

## Lieux et monuments
- Espace culturel « Le préambule »
- Chapelle Saint-Mathurin

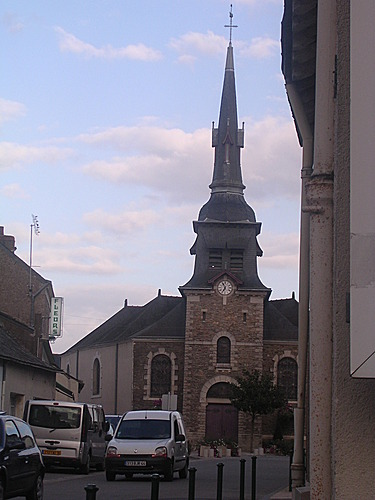
Église Saint-Pierre
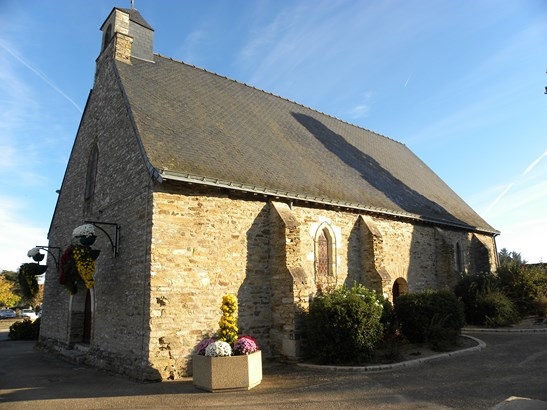
Chapelle Saint-Mathurin
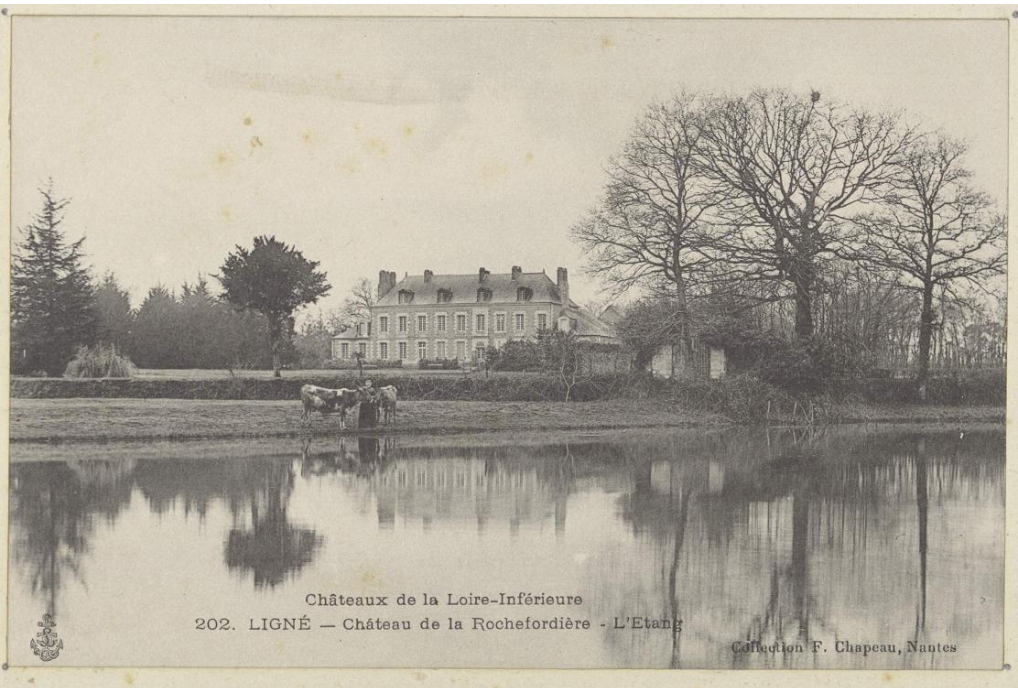
Château de la Rochefordière
- Château du Ponceau

- Église Saint-Pierre
- Chapelle Saint-Mathurin
- Château de la Rochefordière

## Personnalités
- Famille Pavret de la Rochefordière, famille anoblie par charge de secrétaire du roi (1788-1789)[32] et toujours subsistante
- Joseph Bougault, pharmacien et chimiste.
- Grégory Peigné : footballeur professionnel au Club sportif Sedan Ardennes.
- Matéo Bohéas : pongiste international handi formé à l'ASTT Ligné. Il évolue aujourd'hui au club des Loups d'Angers. Il a participé aux Jeux Paralympiques de Rio en 2016 et est médaillé d'argent aux Jeux Paralympiques de Tokyo en 2021 dans sa catégorie classe 10.

## Fête du mouton
La fête du mouton se déroule chaque deuxième dimanche de juillet.

## Jumelages
Ligné est jumelée avec la ville de  Presteigne (Pays de Galles)